# Новомичуринск
Новомичу́ринск — город в Пронском районе Рязанской области. Расположен на севере Окско-Донской равнины, на правом берегу реки Проня (приток Оки), в 20 км от железнодорожной станции Биркино, в 85 км к югу от Рязани. Занимает территорию в 26 км² при 120 метрах над уровнем моря.

## История
Город был образован 24 мая 1968 года как посёлок строителей Рязанской ГРЭС. Своё современное название город получил в честь селекционера И. В. Мичурина (1855—1935), который родился близ Новомичуринска, в бывшем поместье Вершина (ныне деревня Мичуровка), где начал свои работы по растениеводству. Город носит парное название с городом Мичуринском в Тамбовской области, который получил название в честь И. В. Мичурина первым.
Первоначально это был небольшой посёлок, состоящий из сборных деревянных домиков и строительных вагончиков, разбитых на небольшие улицы и кварталы. Первый жилой вагончик был поставлен в апреле 1968 года. В передвижных домиках располагалась баня, детский сад, столовая, магазин, клуб, библиотека.
В мае 1968 года строители начали копать котлован для первого пятиэтажного дома. Уже к концу 1968 года город насчитывал 200 временных домов, имел свой водопровод, полноценную котельную, столовую, баню, магазин, бетонный завод, новый клуб с библиотекой. В 1969 году началось строительство автомобильной дороги Пронск-ГРЭС и железнодорожной ветки.
В 1973 году дала первый ток Рязанская ГРЭС, в марте 1986 года введена в эксплуатацию ГРЭС-24 с установленной мощностью в 310 МВт.
Решением Рязанского областного Совета депутатов трудящихся от 4 июля 1970 года Новомичуринск получил статус рабочего посёлка. Указом Президиума Верховного Совета РСФСР в 1981 году Новомичуринск получил статус города.

## Население
| 1979    | 1989    | 1992    | 1996    | 1998    | 2000    | 2001    | 2002    | 2003    |
| ------- | ------- | ------- | ------- | ------- | ------- | ------- | ------- | ------- |
| 15 824  | ↗19 610 | ↗20 400 | ↗21 400 | ↗21 700 | ↗21 900 | ↗22 000 | ↘20 743 | ↘20 700 |
| 2005    | 2006    | 2007    | 2008    | 2009    | 2010    | 2011    | 2012    | 2013    |
| ↘20 500 | ↘20 300 | ↘20 100 | ↘20 000 | ↘19 769 | ↘19 309 | ↘19 300 | ↘18 655 | ↘18 075 |
| 2014    | 2015    | 2016    | 2017    | 2018    | 2019    | 2020    | 2021    | 2023    |
| ↘17 586 | ↘17 257 | ↘16 997 | ↘16 852 | ↘16 710 | ↘16 503 | ↘16 474 | ↗16 900 | ↘16 752 |

На 1 января 2025 года по численности населения город находился на 736-м месте из 1124 городов Российской Федерации.

## Экономика
- Рязанская ГРЭС, кирпичный завод, хлебзавод.

## Известные уроженцы
Режиссер Быков, Юрий Анатольевич

## Галерея

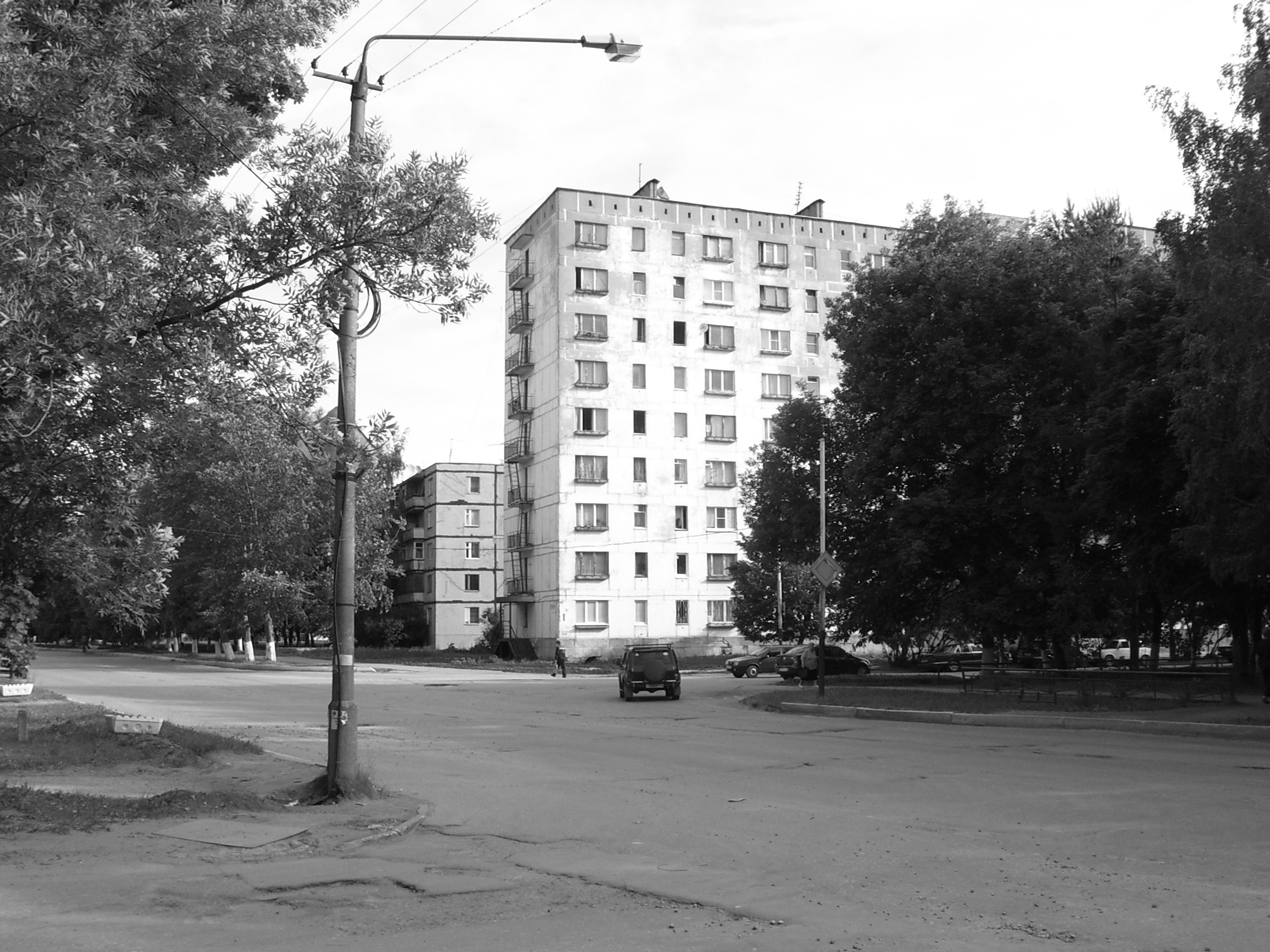
Городская улица
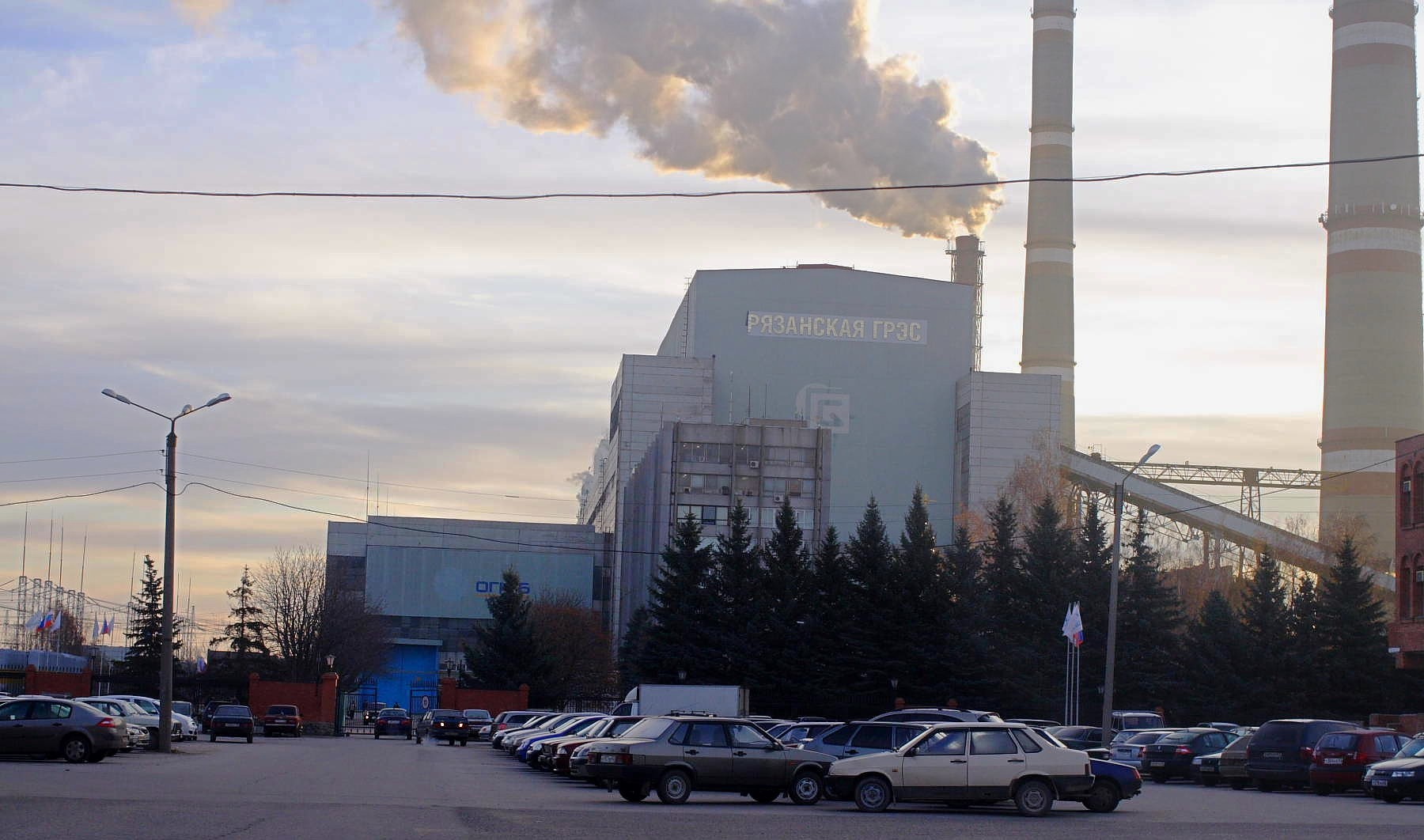
Рязанская ГРЭС
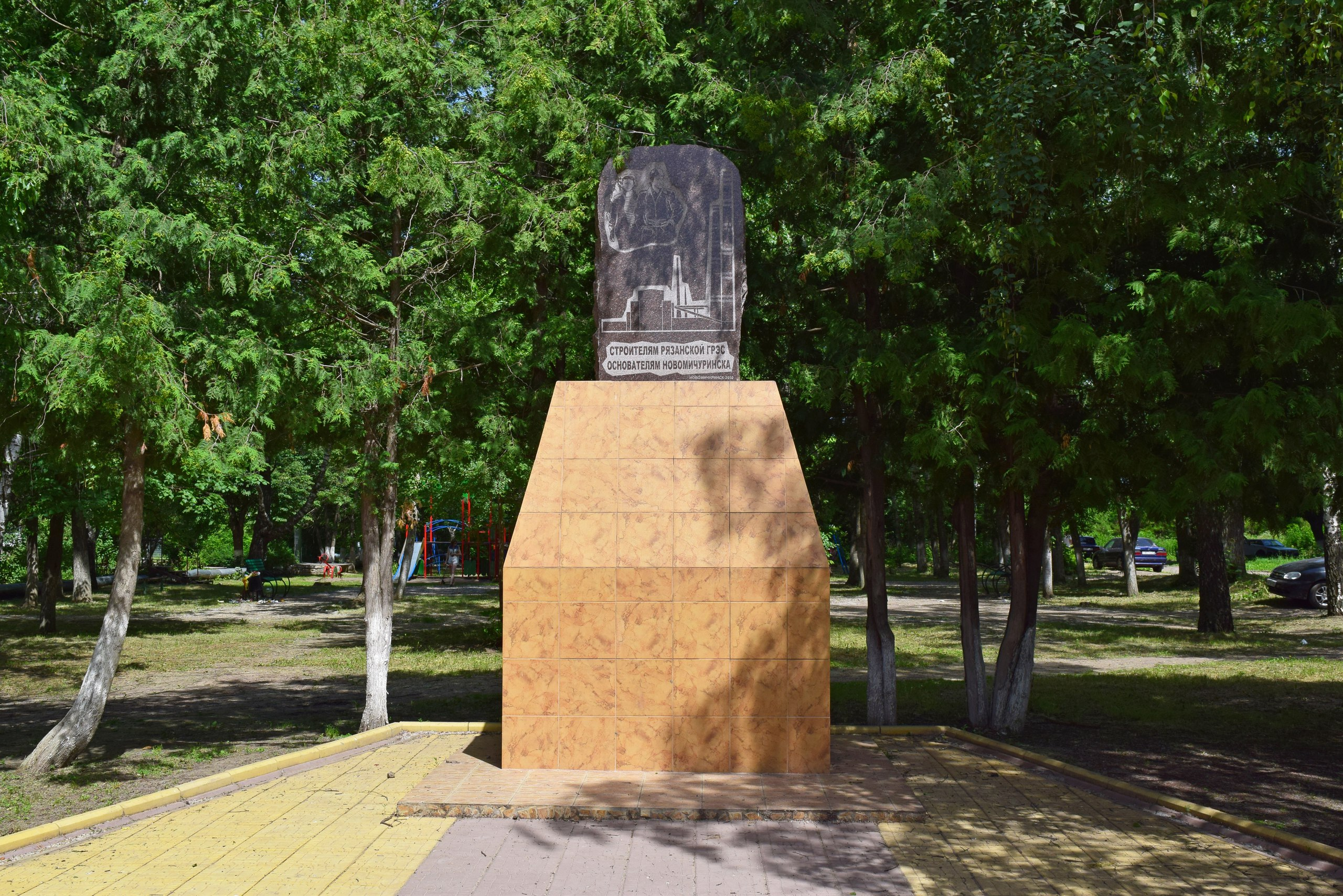
Памятник основателям Новомичуринска